# Saint-Martin-de-Fenouillet
Saint-Martin-de-Fenouillet (em catalão:  Sant Martí de Fenollet) é uma comuna francesa na região administrativa da Occitânia, no departamento dos Pirenéus Orientais. Estende-se por uma área de 10.72 km², com 53 habitantes, segundo o censo de 2018, com uma densidade de 4.9 hab/km².